# Крик Вільгельма
Крик Вільгельма, іноді крик Вільгельма (англ. Wilhelm scream) — часто використовуваний у кіно і телебаченні звуковий ефект. Вперше він був використаний у вестерні 1951 року «Далекі барабани». Ефект знову став популярним після того, як він був використаний у «Зоряних війнах», а також у безлічі інших фільмів, телепрограм і відеоігор. Ефект часто звучить при падінні персонажа з великої висоти, вибуху або, наприклад, якщо в людину потрапляє стріла. Він став своєрідним «жартом для своїх» або «великоднім яйцем» у професійному середовищі звукорежисерів Голлівуду.
Цей звук став одним із найбільш широко відомих кіноштампів, і до початку травня 2010 року було використано як мінімум у 216 фільмах і комп'ютерних іграх. 
Звуковий ефект названий за іменем рядового Вільгельма, персонажа вестерна «Атака біля річки Фезер» 1953 року, якого ранять стрілою з лука. Вважається, що це другий фільм, у якому був використаний цей звуковий ефект, і перший випадок, коли він був узятий з фонотеки звукових ефектів Warner Bros.

## Історія створення
Спочатку «крик Вільгельма» був одним із серії звукових ефектів, записаних для фільму 1951 року «Далекі барабани». Його можна почути в епізоді фільму, у якому одного із солдатів, які пробираються через болота Еверглейдс, кусає і тягне під воду алігатор. Крик цього персонажа був записаний пізніше, разом із п'ятьма іншими короткими криками. Усі вони були помічені «Людину кусає алігатор, і вона кричить». П'ятий крик був використаний у сцені із солдатами на болоті; він же, а також четвертий і шостий звуки були використані раніше у фільмі, для озвучування сцени загибелі трьох індіанців під час нападу на форт. Хоча найбільш впізнаваними є ефекти номер 4, 5 і 6, всі шість ефектів називають «крик Вільгельма». 

## Відродження популярності
До середини 1970-х звуковий ефект був використаний у багатьох фільмах, однак він використовувався виключно в продукції Warner Bros.
Знову популярним цей звук зробив звукорежисер Бен Бьортт. Бен і його друзі-кіномани, Рик Мітчелл і Річард Андерсон, помітили, що один і той же характерний крик використовується в безлічі фільмів. Вони навіть вставили цей крик в один з фільмів 1974 року, над яким разом працювали, «запозичивши» зі звукової доріжки іншого фільму. Кількома роками пізніше, коли Бена Бьортта залучили до роботи над «Зоряними війнами», він отримав доступ до звукових архівів кількох кіностудій. Так він наткнувся на оригінал звукового ефекту з «далекого барабанів». Він назвав його «крик Вільгельма», за іменем персонажа, який видав цей крик у фільмі «Атака біля річки Фезер». Після цього Бен став використовувати звук як щось на кшталт власного звукового підпису і застосував його у всіх фільмах серії «Зоряні війни» і «Індіана Джонс», а також в «Нових американських графіті» (1979) і «Віллоу» (1988).
Друг Бьортта, Річард Андерсон, також продовжив цю традицію, використавши «крик Вільгельма» у багатьох фільмах, над якими він працював, включаючи «Індіана Джонс: У пошуках втраченого ковчега» (1981), «Полтергейст» (1982), «Бетмен повертається» (1992), «Агент Коді Бенкс» (2003) і «Мадагаскар» (2005). Оскільки запис, яку використовував Бьортт, зберігалася в студії Skywalker Sound, інші його колеги також стали використовувати цей звук, і вставляти «крик Вільгельма» у фільми незабаром стало традицією в професійному середовищі звукорежисерів і звукооператорів. Хоча жодна комерційна бібліотека звукових ефектів ніколи не містила цей звук, ефект отримав велике поширення завдяки звуковим редакторам, цінив історію його появи. Ігрова студія Lucasfilm Games (підрозділ Lucasfilm) першою стала використовувати цей звук у своїх іграх, і тепер «крик Вільгельма» можна почути в багатьох ігор, як-от Red Dead Redemption і Team Fortress 2. У січні 2013 року вийшов трейлер гри StarCraft II: Heart of the Swarm, у якому також був застосований даний крик і в січні 2017 року на офіційному російськомовному YouTube-каналі гри League of Legends вийшов тизер чемпіона Варвік, у якому був використаний крик Вільгельма (відеоролик з оригінальним дубляжем відсилання не має). Також крик Вільгельма використовують солдати «Провидіння» в анімаційному фільмі «Генератор Рекс».
Крик Вільгельма часто зустрічається у фільмах Квентіна Тарантіно (наприклад, в «Скажених псів», «Убити Білла», «Доказ смерті», «Безславних виродках», «Джанго звільнений», «Одного разу в... Голлівуді»). 
Крик Вільгельма зустрічається в багатьох серій дитячого мультсеріалу My Little Pony 
Крик Вільгельма був використаний у українському повнометражному художньому фільмі "Кіборги".
Згідно з дослідженням, що вживаються пізніше Беном Бертом, автором крику, швидше за все, був актор і співак Шеб Вули) (англ. Sheb Wooley), більш відомий як автор балади 1958 року «Flying Purple People Eater». Це припущення підтверджує інтерв'ю 2005 року з вдовою Вули, Ліндою Дотсон (англ. Linda Dotson). Берт виявив прізвище Вули в списку акторів «далеких барабанів», задіяних в озвучуванні другорядних ролей фільму. Шеб Вули грав не зазначену в титрах роль рядового Джессепа і був одним з акторів, залучених до озвучки додаткових звукових матеріалів фільму. Його вдова підтвердила, що це його крик звучить у безлічі вестернів, додавши, що «Він завжди жартував щодо того, як він здорово кричав і вмирав у фільмах».

## посилання
- Times article in which Sheb Wooley's widow [Архівовано 17 жовтня 2019 у Wayback Machine.] states her belief that her husband was the man behind the scream
- The Wilhelm Scream Compilation [Архівовано 23 липня 2011 у Wayback Machine.] на YouTube
- Another Wilhelm Scream Compilation [Архівовано 23 липня 2011 у Wayback Machine.] на YouTube
- Radio report about the Wilhelm scream, with transcript and audio examples of uses of the scream
- Film Sound Clichés at FilmSound.org [Архівовано 22 серпня 2020 у Wayback Machine.]
- Movies incorporating the Wilhelm scream [Архівовано 27 червня 2014 у Wayback Machine.]
- The Wilhelm Mockumentry
- Free Download — Wilhelm Scream Sample (1951)